# Радомир Новаковић
Радомир Новаковић (Менхенгладбах, 24. јануар 2000) српски је фудбалски голман, који тренутно наступа за Инђију.

## Клупска каријера

### Почеци
Новаковић је рођен у немачком граду Менхенгладбаху, али се са две године живота, заједно са родитељима, преселио у Кикинду. У овом граду је и почео да тренира, и то у школи фудбала Млади вукови а касније је био и у млађим селекцијама ОФК Кикинде. Као 12-годишњак се вратио у Немачку, а фудбалски пут наставио је у Менхенгладбаху из ког је после прешао у Борусију Менхенгладбах. Тамо је играо у селекцијама до 15, 16 и 17 година.

### Рода Керкраде
Са 17 година је одлучио да напусти Менхенгладбах и појача холандску Роду како би се окушао и у сениорском фудбалу. На почетку је наступао за млади тим, након чега је у марту 2018. потписао први професионални уговор са клубом. Тада је Рода наступала у првом рангу холандског фудбала, Ередивизији, али Новаковић није добио прилику да дебитује већ је углавном гледао утакмице са клупе за резервне играче.
У наредној 2018/19. сезони је дебитовао за први тим Роде, али је клуб тада наступао у другој лиги. Бранио је на 15 првенствених утакмица, као и на две у Купу од чега је једна била са Ајаксом када га је са пенала савладао Душан Тадић. У сезони 2019/20. је бранио на само четири првенствене као и на две куп утакмице.

### Инђија
У септембру 2020. године потписује уговор са српским суперлигашем Инђијом. За овај клуб је дебитовао 21. октобра 2020. на утакмици Купа Србије против ИМТ-а.

## Репрезентативна каријера
Одиграо је 2018. једну утакмицу за репрезентацију Србије до 19 година, пријатељску против селекције Словеније.

## Статистика

### Клуб
Ажурирано  14. новембра 2020.
| Клуб            | Сезона          | Лига                 | Лига    | Лига   | Куп     | Куп    | Континентално | Континентално | Остало  | Остало | Укупно  | Укупно |
| Клуб            | Сезона          | Првенство            | Наступи | Голови | Наступи | Голови | Наступи       | Голови        | Наступи | Голови | Наступи | Голови |
| --------------- | --------------- | -------------------- | ------- | ------ | ------- | ------ | ------------- | ------------- | ------- | ------ | ------- | ------ |
| Рода            | 2018/19.        | Друга лига Холандије | 15      | 0      | 2       | 0      | —             | —             | —       | —      | 17      | 0      |
| Рода            | 2019/20.        | Друга лига Холандије | 4       | 0      | 2       | 0      | —             | —             | —       | —      | 6       | 0      |
| Рода            | Укупно          | Укупно               | 19      | 0      | 4       | 0      | 0             | 0             | —       | —      | 23      | 0      |
| Инђија          | 2020/21.        | Суперлига Србије     | 0       | 0      | 1       | 0      | 0             | 0             | —       | —      | 1       | 0      |
| Каријера укупно | Каријера укупно | Каријера укупно      | 19      | 0      | 5       | 0      | 0             | 0             | —       | —      | 24      | 0      |